# Devletlibaba, Sındırgı
Devletlibaba là một xã thuộc huyện Sındırgı, tỉnh Balıkesir, Thổ Nhĩ Kỳ. Dân số thời điểm năm 2010 là 184 người.